# 第38任務部隊

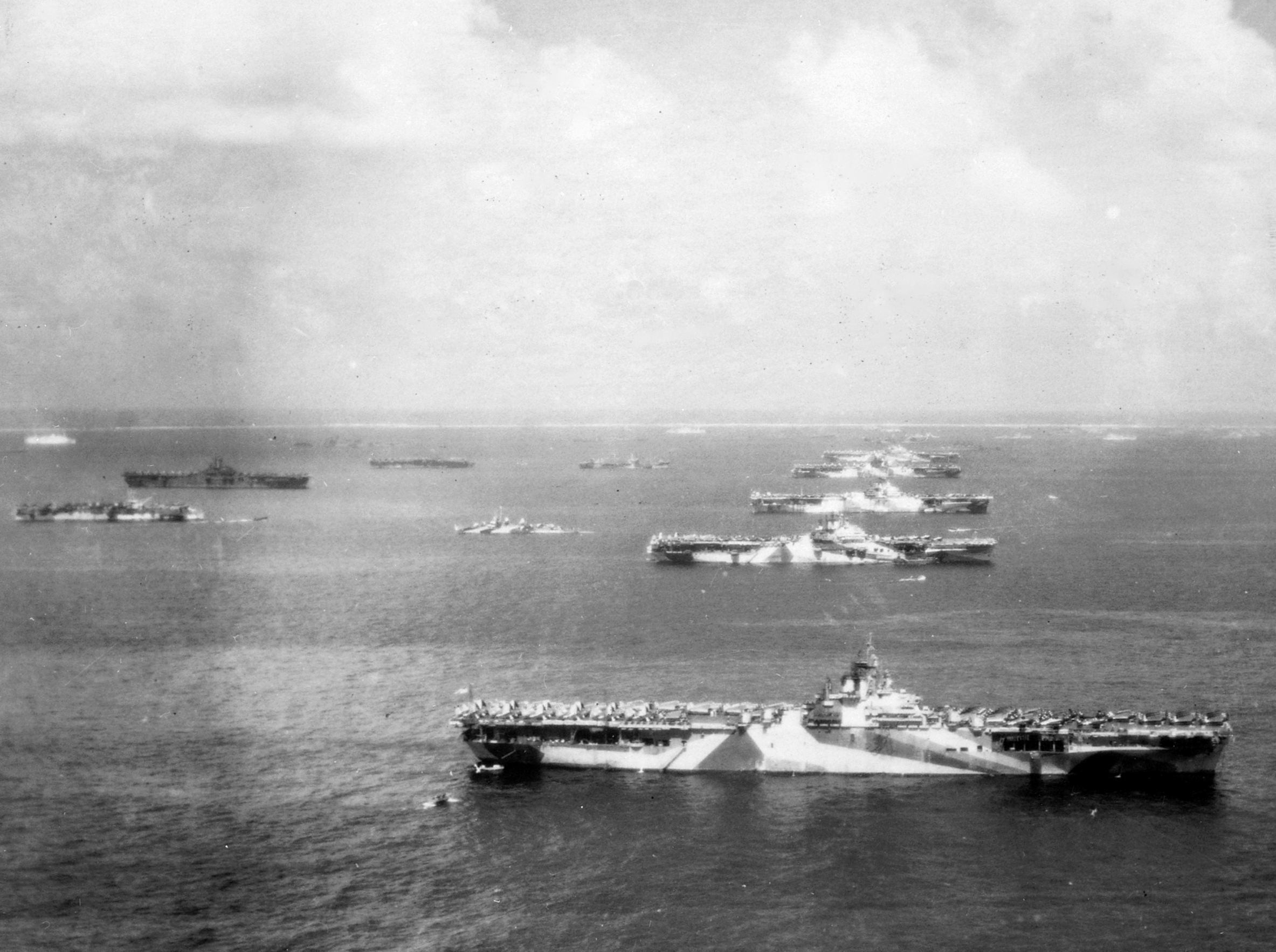
ウルシーに展開する第38任務部隊(1944年12月)

第38任務部隊 (Task Force 38) および第58任務部隊 (Task Force 58) とは、第二次世界大戦においてアメリカ海軍が主力にした空母部隊。

## 編制
第38任務部隊と第58任務部隊は同一部隊であるが、名称は、第3艦隊所属の場合に第38任務部隊、第5艦隊所属の場合に第58任務部隊と変更された。

## 歴史
1943年8月、空母「サラトガ」を中心としてフレデリック・シャーマン少将の指揮下で第38任務部隊が誕生した。1943年末、2つのタスクグループ（正規空母・軽空母5隻）でブーゲンビル島の攻略に従事。
1944年1月6日、マーク・ミッチャー中将の指揮下で初めて第58任務部隊の名称が使用された。同年初旬、3つのタスクグループ（正規・軽空母9隻）でギルバート・マーシャル攻略に従事、トラック・パラオ空襲に従事。1944年6月、4つのタスクグループ（正規・軽空母15隻）でマリアナ攻略に従事。
1944年8月26日、第38任務部隊として、ウィリアム・ハルゼー大将の指揮する第三艦隊に所属した。同年末、4つのタスクグループ（正規・軽空母16隻）でレイテ島・ルソン島攻略に従事、台湾・南西諸島空襲に従事。
日本が第38任務部隊と第58任務部隊が同一であると認識したのは1944年10月初旬のことで、11日に軍令部情報部が各艦に対して伝達した。その内容は、9月にフィリピンに来襲したのは第3艦隊所属の38TFであるとして、同TFは正規空母2隻、巡洋艦改造空母2隻を中心とする空母群の4群をもって編制されていること、空母総数は正規空母8隻、巡洋艦改造空母8-10隻がアメリカ海軍の全力であること、38TFと58TFの実体は同一部隊であり、所属艦隊に応じて部隊番号が変更されること、この部隊の背後に人員機材補充用の護衛空母が2-3隻随伴していることを知らせるものであった。
1945年1月26日、第58任務部隊に変更。5つのタスクグループ（正規・軽空母18隻）で硫黄島・沖縄攻略に従事、日本本土空襲に従事（沖縄戦後は第38任務部隊として従事）。1945年5月25日、第38任務部隊に変更。9月2日まで存続した。

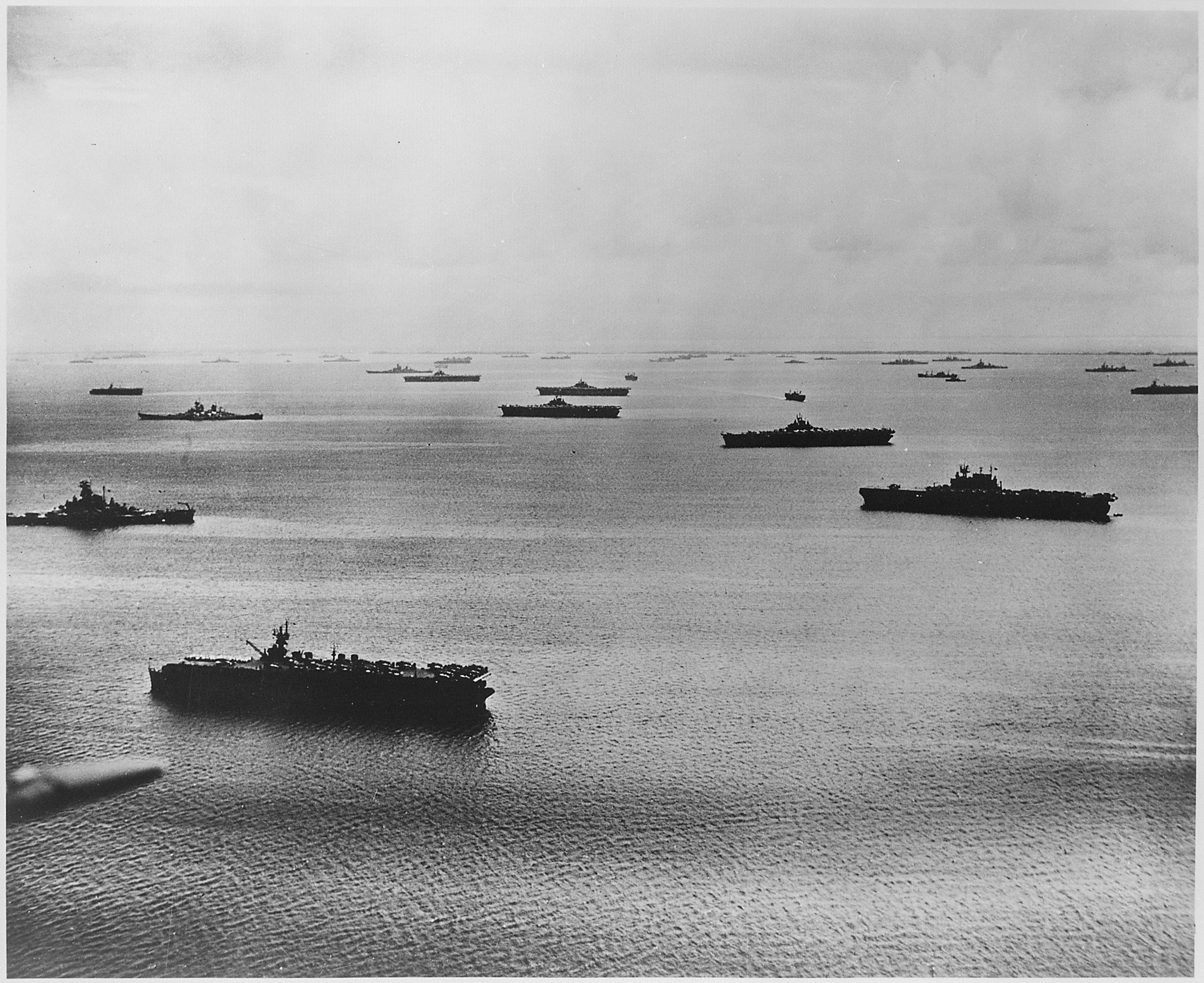
1944年撮影
1944年12月2日
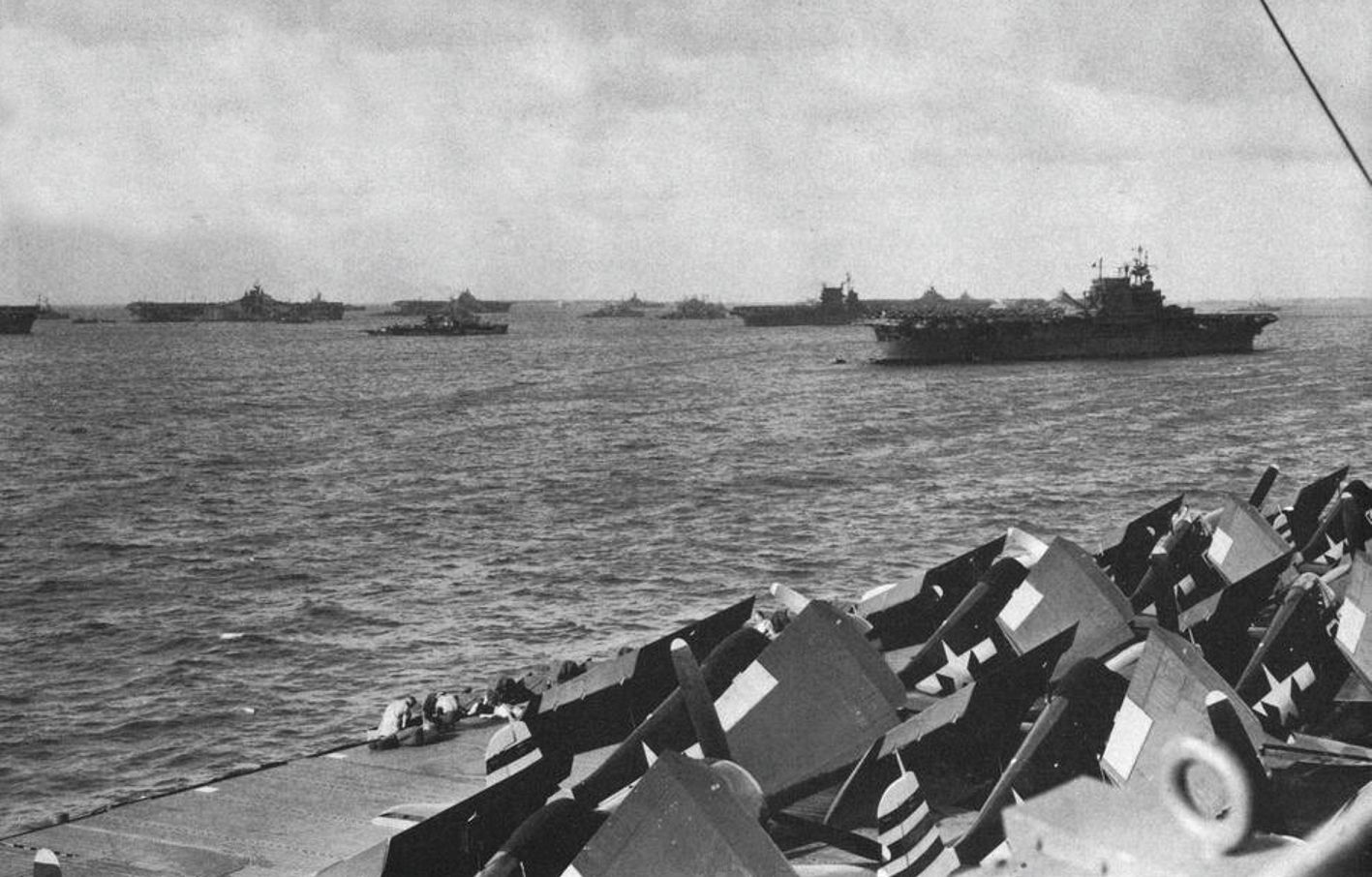
1945年2月8日
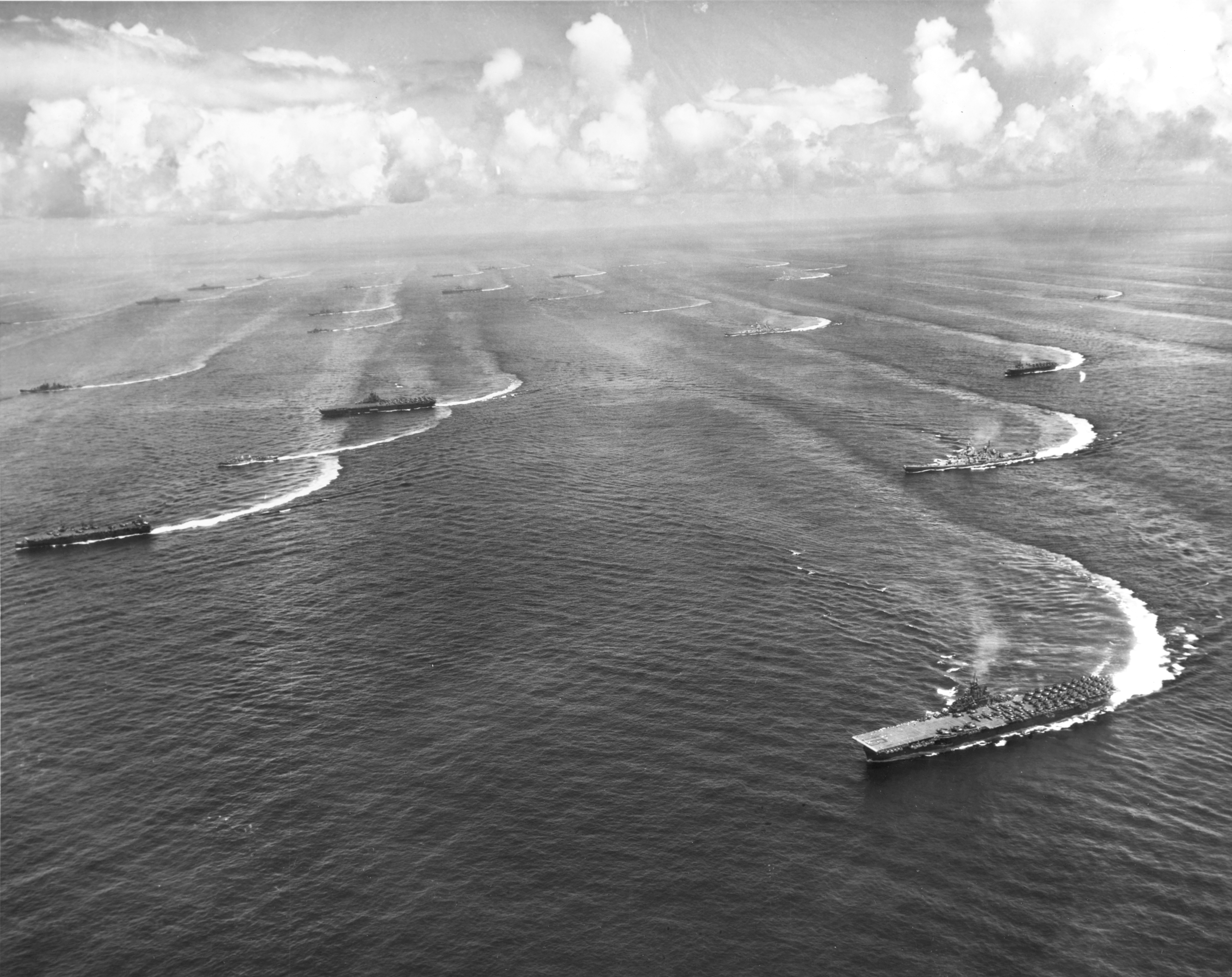
1945年8月17日